# Nordkapmuseum

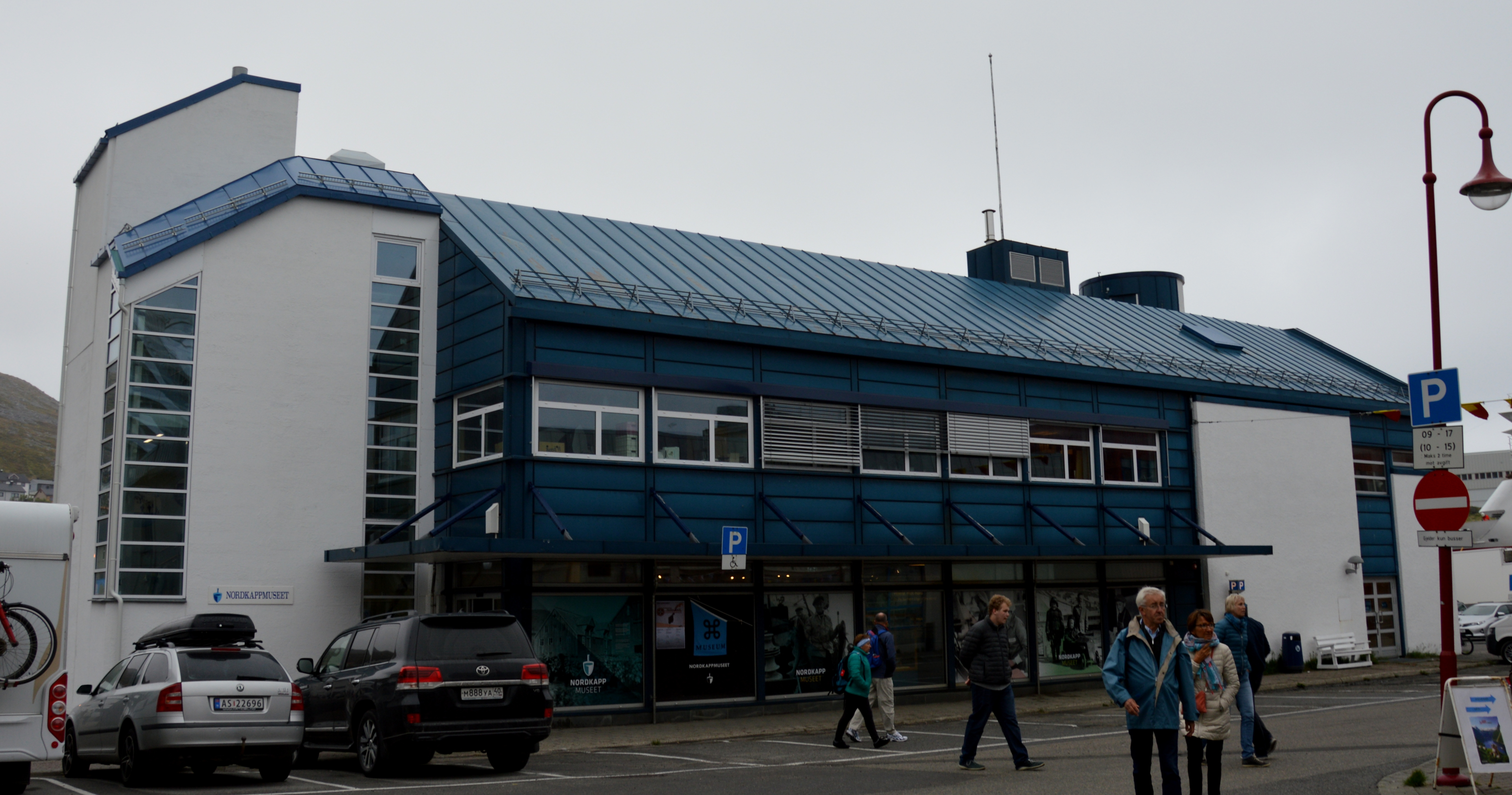
Nordkapmuseum

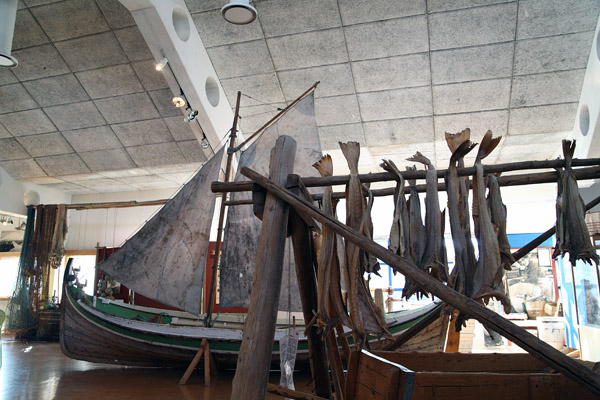
Ausstellung, 2009

Das Nordkapmuseum (norwegisch: Nordkappmuseet) ist ein Museum in der norwegischen Stadt Honningsvåg in der Gemeinde Nordkapp.
Es befindet sich im Zentrum der Stadt im Hafenbereich an der Adresse Holmen 1. In unmittelbarer Nähe liegt der Kai für Kreuzfahrtschiffe und die Haltestelle für Busse.
Das Museum widmet sich der Kultur, der Fischerei und dem Walfang in der Finnmark. Darüber hinaus wird die Geschichte des Tourismus zum Nordkap behandelt. Außerdem hat es die Funktion als Lokalmuseum der Gemeinde Nordkapp. Im Museum werden mehrfach im Jahr wechselnde Sonderausstellungen gezeigt.
Die Eröffnung des Museums erfolgte im Jahr 1982. Aufgebaut wurde es vom Nordkap Geschichts- und Museumsverein. Vorstandsvorsitzender zum Zeitpunkt der Eröffnung war Dagfinn Krog, Konservatorin und Museumsleiterin war Kjersti Skavhaug. 1997 übernahm es die Kommune Nordkapp. Es gehört zu den Museen für Küstenkultur und Wiederaufbau der Region Finnmark.